# Liste de courses à la voile
Cet article constitue une liste de courses à la voile :

## Régates
| Nom                                 | Première édition | Dernière édition | Fréquence | Lieu          | Type d'équipage | Type de bateau                                  |
| ----------------------------------- | ---------------- | ---------------- | --------- | ------------- | --------------- | ----------------------------------------------- |
| Coupe de l'America                  | 1851             | 2018             | Variable  | Variable      | Équipage        | Divers                                          |
| Bol d'or                            | 1939             | 2019             | Annuelle  | Lac Léman     | Équipage        | Divers                                          |
| Course Croisière EDHEC              | 1969             | 2025             | Annuelle  | Variable      | Équipage        | J80, Grand Surprise, Longtze, Habitables        |
| Spi Dauphine                        | 1982             | 2024             | Annuelle  | Méditerranée  | Equipage        | Classe Osiris: Jod 35, First 31.7, Selection 37 |
| Grand Prix de l'Ecole Navale (GPEN) | 2002             | 2019             | Annuelle  | Rade de Brest | Equipage        | Monotypes habitables                            |
| SailGP                              | 2019             | 2021-2022        | Annuelle  | Mondial       | Equipage        | Monotypes F50                                   |

## Courses au large

### Océan Atlantique
| Nom                                                     | Première édition | Dernière édition | Fréquence | Départ           | Arrivée                | Type d'équipage | Type de bateau      | Escale | Assistance |
| ------------------------------------------------------- | ---------------- | ---------------- | --------- | ---------------- | ---------------------- | --------------- | ------------------- | ------ | ---------- |
| Marblehead to Halifax Ocean Race (en)                   | 1905             | 2013             | 2 ans     | Marblehead       | Halifax                | Double          | Divers              | Non    |            |
| Fastnet Race                                            | 1925             | 2021             | 2 ans     | Cowes            | Plymouth               | Équipage        | Divers              | Non    | Non        |
| Tall Ships' Races                                       | 1953             | 2021             | 1 an      | Variable         | Variable               | Équipage        | Tous voiliers école | Oui    | Oui        |
| Transat anglaise OSTAR Transat en solitaire             | 1960             | 2016             | 4 ans     | Plymouth         | Variable               | Solitaire       | Divers              | Non    | Non        |
| Round Britain and Ireland double handed Yacht Race (en) | 1966             | 2014             | 4 ans     | Plymouth         | Plymouth               | Double          | Divers              | 4      | Non        |
| Transat 6.50 Mini Transat                               | 1977             | 2021             | 2 ans     | La Rochelle      | Le Marin               | Solitaire       | Mini 6.50           | Oui    | Non        |
| Route du Rhum                                           | 1978             | 2022             | 4 ans     | Saint-Malo       | Pointe-à-Pitre         | Solitaire       | Divers              | Non    | Oui        |
| Transat Lorient-Les Bermudes-Lorient                    | 1979             | 2023             | Variable  | Lorient          | Lorient                | Double          | Divers              | Non    |            |
| TwoSTAR                                                 | 1981             | 2017             | Variable  | Plymouth         | Boston                 | Double          | Divers              | Non    |            |
| Transat Québec-Saint-Malo                               | 1984             | 2016             | 4 ans     | Québec           | Saint-Malo             | Équipage        | Divers              | Non    | Non        |
| Route de la découverte                                  | 1984             | 1992             | 4 ans     | Cadix            | Saint-Domingue         | Équipage        | IMOCA               | Non    |            |
| Transat Paprec Transat Lorient-St-Barth’                | 1992             | 2023             | 2 ans     | Concarneau       | Saint-Barthélemy       | Double          | Figaro Bénéteau     | Non    | Non        |
| Transat Jacques-Vabre Route du Café Transat en double   | 1993             | 2021             | 2 ans     | Le Havre         | Variable               | Double          | Divers              | Non    | Non        |
| Transat B to B                                          | 2007             | 2015             | 4 ans     | Saint-Barthélemy | Variable               | Solitaire       | IMOCA               | Non    |            |
| Solidaire du Chocolat                                   | 2009             | 2009             |           | Saint-Nazaire    | Progreso               | Double          | Class40             | Non    |            |
| Solitaire du Figaro / anciennement Course de l'Aurore   | 1970             | 2021             | 1 an      | Le Havre         | St Gilles Croix de Vie | Solitaire       | Figaro Bénéteau     | Oui    |            |

### Océan Pacifique
| Nom                     | Première édition | Dernière édition | Fréquence | Départ    | Arrivée  | Type d'équipage | Type de bateau | Escale | Assistance |
| ----------------------- | ---------------- | ---------------- | --------- | --------- | -------- | --------------- | -------------- | ------ | ---------- |
| Transpacifique Transpac | 1906             | 2013             | 2 ans     | San Pedro | Honolulu | Divers          | Divers         | Non    | Non        |
| Sydney-Hobart           | 1945             | 2019             | 1 an      | Sydney    | Hobart   | Equipage        | Divers         | Non    | Non        |

### Course autour du monde
| Nom                                                            | Première édition | Dernière édition | Fréquence  | Départ          | Arrivée             | Type d'équipage                                    | Type de bateau | Escales | Assistance |
| -------------------------------------------------------------- | ---------------- | ---------------- | ---------- | --------------- | ------------------- | -------------------------------------------------- | -------------- | ------- | ---------- |
| The Ocean Race Whitbread Round the World Race Volvo Ocean Race | 1973-74          | 2023             | 3/4/5 ans  | Alicante        | Galway              | Équipage                                           | VOR70          | Oui     | Oui        |
| Velux 5 Oceans BOC Challenge Around Alone                      | 1982-83          | 2010-11          | 4 ans      | La Rochelle     | La Rochelle         | Solitaire                                          | IMOCA          | Oui     | Oui        |
| Vendée Globe                                                   | 1989-90          | 2020-21          | 4 ans      | Sables-d'Olonne | Sables-d'Olonne     | Solitaire                                          | IMOCA          | Non     | Non        |
| Global Challenge                                               | 1992-93          | 2004-05          | 4 ans      | Solent          | Solent              | Équipage                                           | Challenge 72   | 6       |            |
| Clipper Round the World Yacht Race (en)                        | 1996-97          | 2013-14          | 2 ans      | Solent          | Solent              | Équipage                                           | Clipper 68     | 14      |            |
| The Race                                                       | 2000-01          | 2000-01          |            | Barcelone       | Barcelone           | Équipage                                           | G-class        | Non     | Non        |
| Oryx Quest                                                     | 2005             | 2005             |            | Doha            | Doha                | Équipage                                           | G-class        | Non     | Non        |
| Barcelona World Race                                           | 2007-08          | 2014-15          | 3 ou 4 ans | Barcelone       | Barcelone           | Double                                             | IMOCA          | Non     | Oui        |
| Global Ocean Race                                              | 2008-09          | 2011-12          | 3 ou 4 ans | Majorque        | Les Sables-d'Olonne | Solitaire et double (2008-2009) Double (2011-2012) | Class40        | 4       | Non        |
| Globe 40                                                       | 2022-23          | 2022-23          | 4 ans      | Tanger          | Lorient             | Double                                             | Class40        | 8       |            |

## Records
- Golden Globe Challenge
- Trophée Jules-Verne